# Jampruca (geslacht)
Jampruca is een kevergeslacht uit de familie van de boktorren (Cerambycidae). De wetenschappelijke naam van het geslacht werd voor het eerst geldig gepubliceerd in 1982 door Napp & Martins.

## Soorten
Jampruca omvat de volgende soorten:
- Jampruca nigricornis Napp & Martins, 1982
- Jampruca tyligma Napp & Martins, 1982